# Malgachebates peyrierasi
Malgachebates peyrierasi – gatunek roztocza z kohorty mechowców i rodziny Plasmobatidae. Jedyny gatunek monotypowego rodzaju Malgachebates.
Gatunek i rodzaj zostały opisane w 2010 roku przez Nestora Fernandeza, Régisa Clevę i Pietera Therona.
Mechowce te mają ciało długości między 270 a 350 μm oraz notogaster z parą wgłębień i mikrorzeźbą pozbawioną dołeczkowania. Szczeciny rostralne i interlamellarne są widlasto rozgałęzione. Apodema sejugalna obecna. Ujścia gruczołów opistomalnych jak i otwór kanału podocefalicznego położone są na stożkowate apofizie. Szczeciny notogastralne występują w liczbie 5 par, genitalne 7 par, analne 2 par, a adanalne 3 par. Szczeciny aggenitalne nie występują. Lyrifisury dobrze widoczne.
Gatunek endemiczny dla Madagaskaru.